# Zaurofaganaks
Zaurofaganaks (Saurophaganax) – rodzaj dinozaura gadziomiednicznego o niepewnej pozycji filogenetycznej.
Żył w późnej jurze (ok. 155–145 mln lat temu) na terenach Ameryki Północnej. Jego szczątki znaleziono w USA (w stanie Oklahoma) w osadach formacji Morrison. Gatunkiem typowym jest S. maximus, którego holotypem jest łuk kręgu piersiowego; pierwotnie jako skamieniałości przedstawicieli gatunku zinterpretowano także znalezione razem z okazem holotypowym kości czaszki (kość zaoczodołowa, dwie niekompletne kości kwadratowe, trzy zęby), kręgi, kości miednicy i kończyn należące do co najmniej dwóch osobników. Początkowo klasyfikowany jako duży teropod, stanowiący gatunek z rodzaju Allosaurus (Allosaurus maximus) lub należący do odrębnego rodzaju. Rewizja materiału kopalnego S. maximus przeprowadzona przez Danisona i współpracowników (2024) doprowadziła jednak autorów do wniosku, że część skamieniałości w rzeczywistości jest kośćmi zauropoda z rodziny Diplodocidae; autorzy nie byli też w stanie jednoznacznie stwierdzić, czy sam okaz holotypowy jest kością teropoda, czy też zauropoda. Na podstawie materiału kopalnego niewątpliwie należącego do teropoda Danison i współpracownicy opisali nowy gatunek allozaura, Allosaurus anax.